# Missile de croisière
Pour les articles homonymes, voir MDC et missile (homonymie).

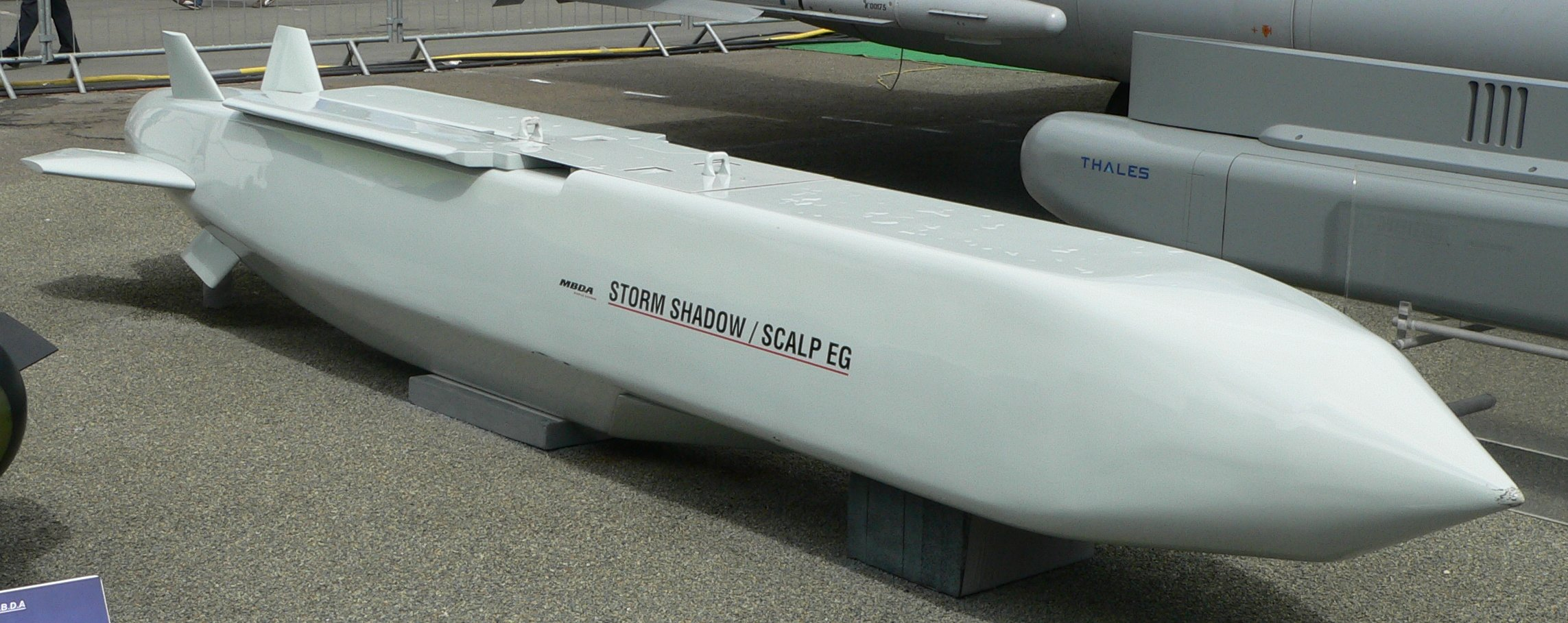
Missile de croisière SCALP-EG (Storm Shadow)

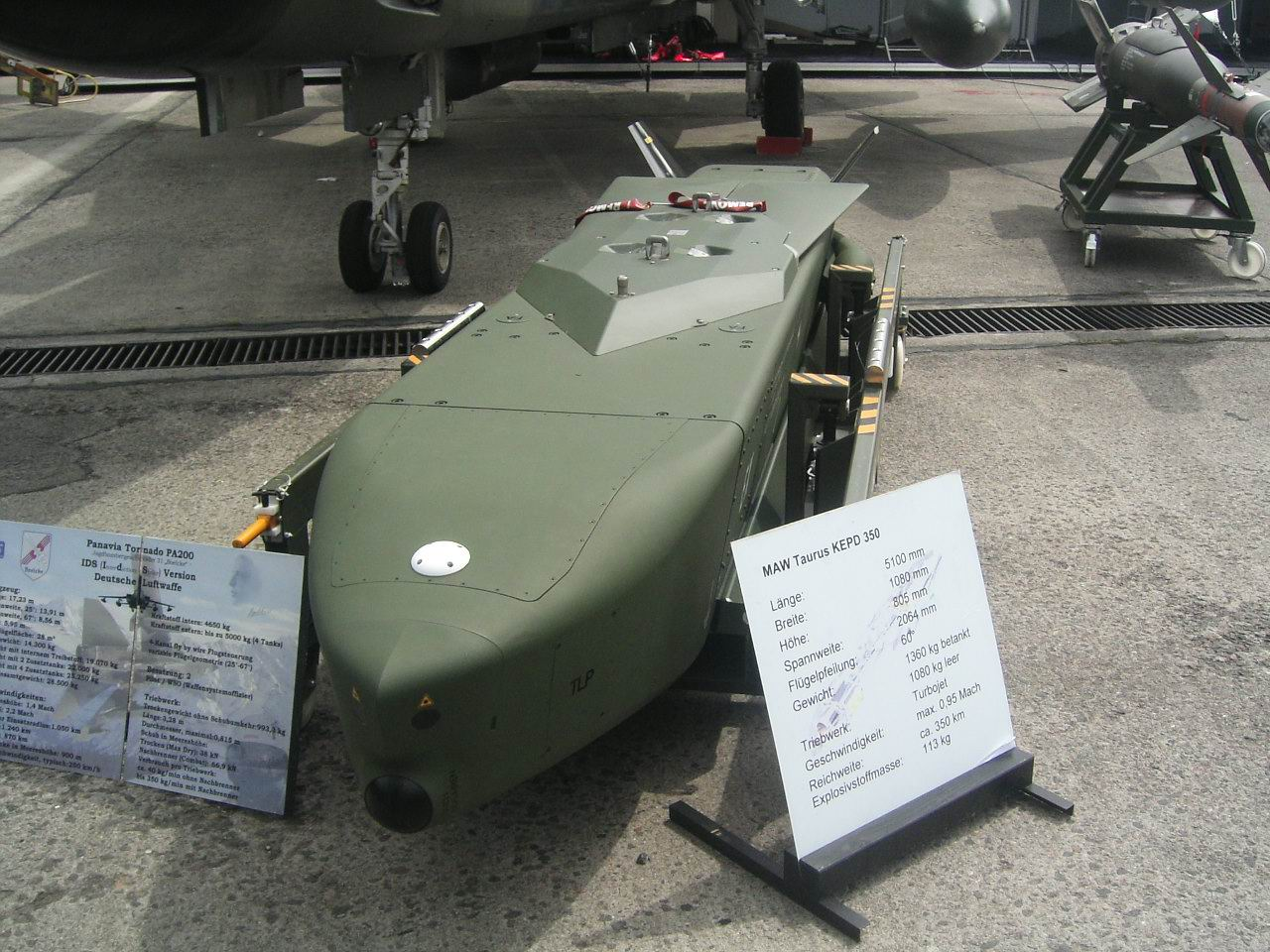
Missile de croisière Taurus
/

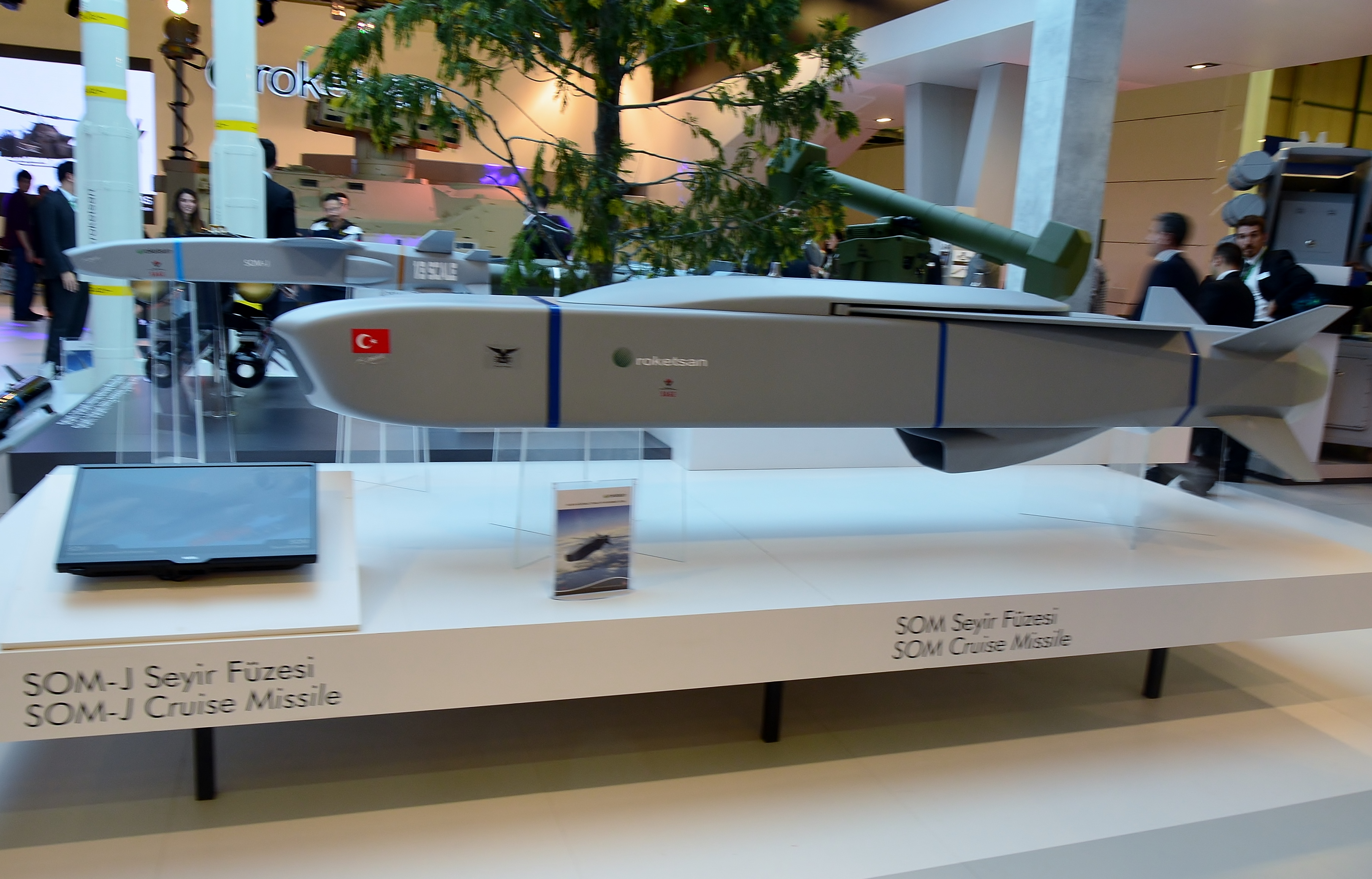
Missile de croisière SOM
TUR

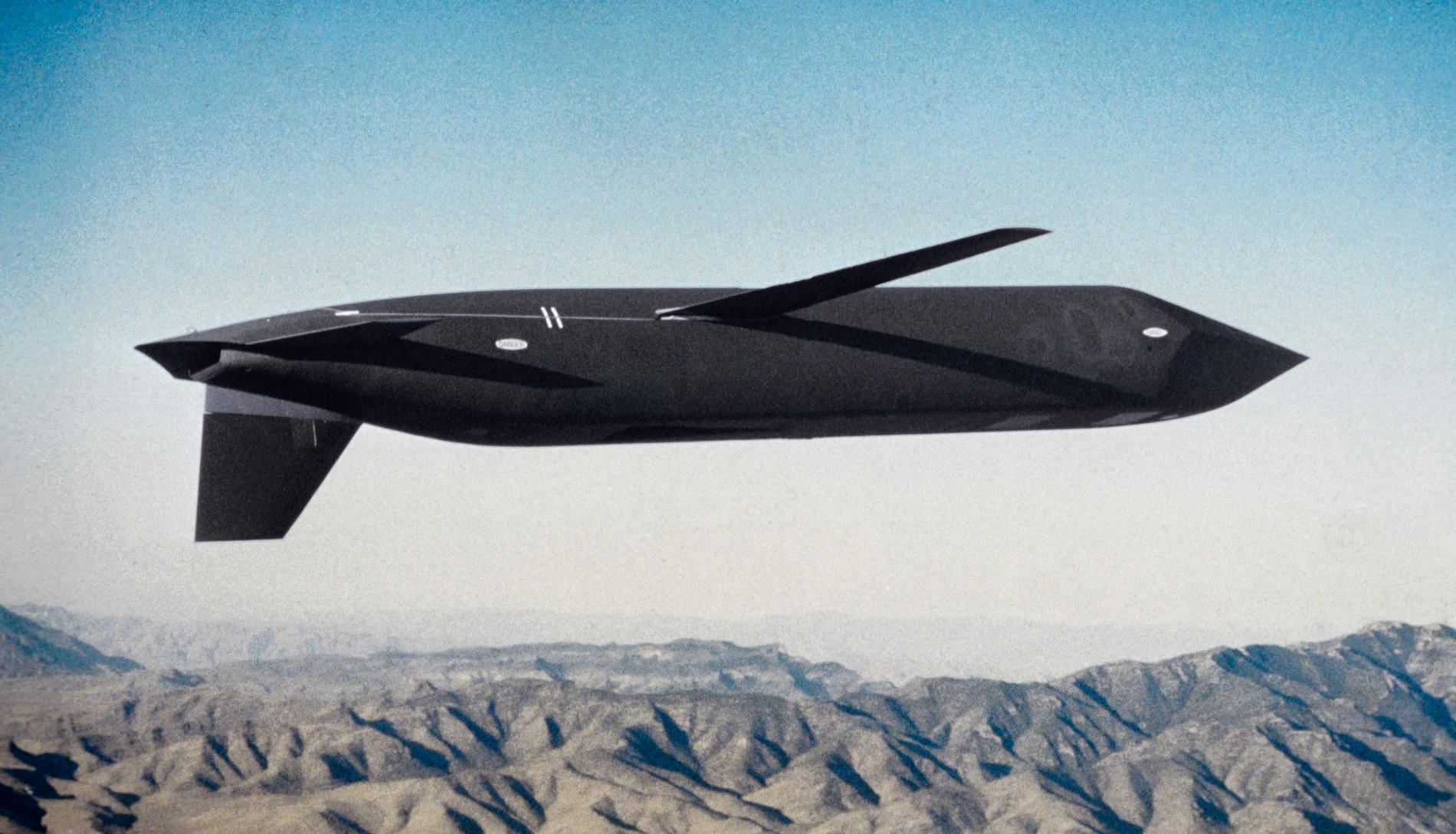
Missile de croisière AGM-129 ACM
USA

Un missile de croisière (MDC) est un missile à longue portée (quelques centaines à quelques milliers de kilomètres), tiré vers une cible terrestre ou navale désignée à l'avance qu'il atteint en volant dans l’atmosphère, contrairement aux missiles balistiques dont la plus grande partie de la trajectoire s’effectue en dehors de l’atmosphère.

## Histoire
Pour un article plus général, voir Histoire du missile balistique.
Le premier missile de croisière est le V1, lancé en masse par les Allemands en direction de l'Angleterre et de l'Europe de l'Ouest libérée, à partir du 13 juin 1944.
En 1944, les États-Unis développent des « drones d'assaut ». L'Interstate TDR-1, téléguidé depuis un Grumman TBF Avenger, est le premier modèle utilisé au combat à une quarantaine d'unités,,. Sa première mission de combat a lieu le 27 septembre 1944 contre des navires marchands japonais à l'ancre lors de la campagne de Bougainville. Il est retiré du service au bout de deux mois,. 
Après la Seconde Guerre mondiale, les deux principaux acteurs de la guerre froide (URSS et États-Unis) développent leurs propres programmes de missiles de croisière, certains capables d'emporter une charge nucléaire. Le premier système américain, le missile MGM-1 Matador, est déployé à partir de 1954.
En octobre 2015, les nations les ayant officiellement utilisés au combat sont les États-Unis, à partir du 17 janvier 1991, le Royaume-Uni à partir de 1999, la France à partir du 23 mars 2011 et la Russie le 7 octobre 2015.

## Caractéristiques
Les missiles de croisière peuvent être lancés depuis une infrastructure fixe au sol, d'un véhicule terrestre, d'un navire de guerre, d'un sous-marin ou d'un bombardier. 
Leur propulsion est assurée par un turboréacteur, un statoréacteur ou un moteur-fusée. Leur vitesse est généralement entre 800 km/h et 1 000 km/h. L'URSS a développé plusieurs missiles supersoniques. Leur portée peut dépasser 3 000 km pour les plus gros.
Une fois le missile tiré, il est généralement totalement autonome, il rejoint sa cible grâce à un système de guidage inertiel, topographique ou satellite.
Les missiles de croisière destinés à l'exportation sont soumis au régime de contrôle de la technologie des missiles limitant leur portée à 300 km.

## Liste des missiles de croisière

### Chine
- C-805
- CJ-10 (et sa variante à tête nucléaire CJ-20)
- CM-400AKG « Wrecker »
- CM-602G
- CM-802AKG
- DH-10
- Hongniao
- KD-88
- SALSCM
- YJ-12 (dans sa version air-sol)
- YJ-22

### Corée du Sud
- Hyunmoo-3

### États-Unis
- AGM-28 HOUND DOG
- AGM-86 ALCM
- BGM-109 TOMAHAWK
- AGM-129 ACM
- AGM-137 TSSAM
- AGM-158 JASSM

### France/Europe
- TAURUS KEPD 350
- SCALP-EG (Storm Shadow)
- Missile de croisière naval
- APACHE
- ASMPA

### Inde
- BrahMos (développé en association avec la Russie)
- BrahMos-II (développé en association avec la Russie)

### Pakistan
- Hatf 7
- Hatf 8

### Allemagne (1933)
- V1

### Taïwan
- Hsiung Feng IIE

### Turquie
- SOM (Stand-off Mühimmat Seyir Füzesi)

### URSS / Russie
| Nom                     | Code GRAU | Code OTAN          | Type        | Service   | Forces Russes | Portée    |
| ----------------------- | --------- | ------------------ | ----------- | --------- | ------------- | --------- |
| Buran (projet)          |           |                    | Sol-Sol     | -         | ❌            |           |
| Kh-20                   |           | AS-3 Kangaroo      | Air-Sol     | 1960-1990 | ❌            | 600       |
| Kh-22                   |           | AS-4 Kitchen       | Air-Mer     | 1962-2007 | ❌            | 600       |
| KSR-5                   |           | AS-6 Kingfish      | Air-Sol     | 1969-1991 | ❌            | 400-700   |
| Kh-55, Kh-101           |           | AS-15 Kent         | Air-Sol     | 1983-     | ✔️            | 2500      |
| Kh-15                   |           | AS-16 Kickback     | Air-Sol/Mer | 1988-2019 | ❌            | 300       |
| Kh-90 Meteorit (annulé) |           | AS-19 Koala        | Air-Sol     | -         | ❌            | 3000      |
| K-300P Bastion-P        | 3K55      | SS-C-5 Stooge      |             | 2010-     | ✔️            | 180-300   |
| Iskander-K R-500        | 9M728     | SS-C-7 Southpaw    | Sol-Sol     | 2006-     | ✔️            | 480       |
| 9M729                   | 9M729     | SS-C-8 Screwdriver | Sol-Sol     | 2018-     | ✔️            | 480       |
| P-700 Granit            | 3M45      | SS-N-19 Shipwreck  | Mer-Mer     | 1983-     | ✔️            | 600       |
| RK-55 / S-10 Granat     | 3M10      | SS-N-21 Sampson    | Mer-Mer     | 1984-     | ✔️            | 3000      |
| P-800 Oniks             | 3M55      | SS-N-26 Stobile    | Mer-Mer     | 2002-     | ✔️            | 120-300   |
| Kalibr                  | 3M54      | SS-N-27 Sizzler    | Mer-Mer     | 2010-     | ✔️            | 200-500   |
| Biriouza                | 3M14      | SS-N-30            | Mer-Sol     | 2010-     | ✔️            | 1500-2500 |
| Zircon                  | 3M22      | SS-N-33            | Mer-Mer     | 2020-     | ✔️            | 400       |